# 玄戈星
牧夫座λ (λ Boo / λ Boötis)，中文名稱為元戈或玄戈，是在牧夫座的一顆恆星。 
牧夫座λ是一顆白色的A型主序矮星，視星等 +4.18，與地球的距離大約是97.1光年。牧夫座λ是一種已知但罕見、被稱為牧夫座λ型星的原型，這些恆星都是光譜呈現金屬豐度異常低的矮星。他的直徑經過直接測量是太陽的1.7倍。